# Hyphoderma sphaeropedunculatum
Hyphoderma sphaeropedunculatum är en svampart som beskrevs av Gilb. & Hemmes 2001. Hyphoderma sphaeropedunculatum ingår i släktet Hyphoderma och familjen Meruliaceae.   Inga underarter finns listade i Catalogue of Life.